# Cáchita
Cáchita (transcrição da transliteração hieroglífica k3š-t3 (Kaxta)  e possivelmente pronunciado / kuʔʃi-taʔ /) foi o segundo rei da dinastia napatana do Reino de Cuxe, sucedendo seu irmão Alara. Seu nome é frequentemente traduzido como "o Cuxita".

## Histórico
Cáchita governou seu reino na Núbia de Napata, que fica a 400 km ao norte da atual Cartum, a capital do Sudão, também exercia um forte grau de controle sobre o Alto Egito ao colocar sua filha Amenirdis I como sacerdotisa do templo de Amom em Tebas, e pretensa esposa do deus. Amenirdis substituiu a filha do faraó da XXIII dinastia Osocor III Esse acontecimento foi o momento chave no processo de extensão do poder cuxita sobre os territórios egípcios que ocorreu justamente no governo de Cáchita, uma vez que legitimava oficialmente a conquista da região de Tebaida pelo Reino de Cuxe.  Inclusive existiam guarnições cuxitas estacionadas em Tebas durante o reinado de Cáchita para proteção da ordem e do Templo de Amom. 
A consagração de Cáchita como Rei do Alto e Baixo Egito e a conquista pacífica do Alto Egito é sugerida tanto pelo fato de que os descendentes de Osocor III, Taquelote III e Rudamom que deveriam ser os continuadores da XXIII dinastia gozavam de um status social elevado em Tebas na segunda metade do século VIII e na primeira metade do VII a.C. como é demonstrado pela imponência de seus túmulos nesta cidade, bem como pela atividade conjunta entre a Divina Adoradora de Amom (gran-sacerdotisa) Xepenupete I e a Esposa Eleita  do Deus Amom Amenirdis I, filha de Cáchita.  Uma estela do reinado de Cáchita foi encontrada em Elefantina (atual Assuão) - no templo local dedicado ao deus Quenúbis - que confirma seu controle sobre essa região. Ela tem seu nome real ou prenome: Nimaatre. Os egiptólogos de hoje acreditam que ele ou, mais provavelmente, Piiê foi o rei Núbio mencionado na inscrição de Uádi Gasus, que associa Amenirdis com Xepenupete.  A duração do reinado de Cáchita é desconhecido. Algumas fontes afirmam que Cáchita foi o fundador da XXVª dinastia a partir do momento em que empossado rei de Cuxe e reconhecido por ter expandido a influência de seu reino ao Alto Egito.   Sob o reinado de Cáchita, a população de Cuxe cujo reino estava situada entre a terceira e a quarta Cataratas do Nilo, tornou-se rapidamente egipcianizado e adotou as tradições, a religião e a cultura egípcias. .

## Túmulo
As pirâmides de el-Kurru estão depositados os restos mortais de Cáchita e vários de seus sucessores. A parte mais alta do cemitério contém 4 túmulos (Tum.1, 2, 4 e 5). Para o leste dos túmulos, encontramos uma fileira de pelo menos oito pirâmides. No extremo sul desta fileira de pirâmides podemos localiza a tumba de Pebatjma esposa de Cáchita. Antes desta linha de pirâmides existe outra onde localizamos as tumbas de de Piiê, Xabaca e Tanutamon. 